# Schloss Parkstein

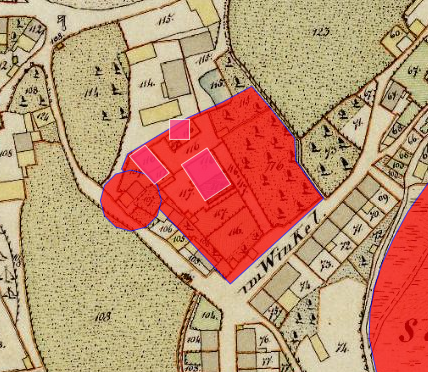
Lageplan des Schlosses Parkstein auf dem Urkataster von Bayern

Das Schloss Parkstein liegt im Zentrum des oberpfälzischen Marktes Parkstein (Schloßgasse 5; Schloßgasse 7) im Landkreis Neustadt an der Waldnaab. Es ist unter der Aktennummer D-3-74-144-11 als Baudenkmal verzeichnet. „Archäologische Befunde der frühen Neuzeit im Bereich des ehem. Schlosses von Parkstein“ werden zudem als Bodendenkmal unter der Aktennummer D-3-6238-0079 geführt.

## Beschreibung
Das ehemalige Landrichterschloss ist ein zweigeschossiger Walmdachbau mit weißen Putzgliederungen an den Ecken und um die Fenster. Der Bau trägt die Jahreszahl 1762. Die Ecken sind ursprünglich mit Granitblöcken gestaltet, die heute durch die aufgetragenen Putzlisenen nicht mehr sichtbar sind. Auf der Schmalseite besitzt er vier und auf der Längsseite sieben Fensterachsen. Auf dem Dach auf der Längsseite befinden sich zwei Schleppgaupen; zuvor war eine Gaupe auf dem Dach der Schmalseite angebracht. Zu dem Ensemble gehört ein ehemaliger Stadel (dieser ist ein eingeschossiger Walmdachbau aus Bruchstein aus dem 18. Jahrhundert) sowie der ehemalige Stall und Mauerreste aus Bruchstein aus dem 18. Jahrhundert.
Der heute ockergelb gehaltene Bau sowie die umgebenden Gebäude (Benefiziatenhaus, Steinstadel) und das Schlossareal sind 2018 umfassend renoviert worden; es soll nun für Theatervorführungen, Konzerte oder Märkte genutzt werden. Seit 2013 waren hier das Museum „Vulkanerlebnis Parkstein“ und das Rathaus untergebracht.

## Geschichte
Erbaut wurde das Landrichterschloss 1762. Es diente als Amtsgebäude, nachdem die Burg Parkstein im Dreißigjährigen Krieg zerstört worden war. Bis 1808 diente es als Sitz der Landrichter, danach wurde es für die Landwirtschaft, als Fleischerei und als Schulgebäude genutzt. Lange Zeit wurde das Schloss Parkstein auch privat bewohnt und verfiel zusehends. Es wurde seltsamerweise immer als „Altes Schloss“ bzw. „Altes Ambtsschloss“ bezeichnet, obwohl es kein zweites Schloss im Ort gab.